# Werner Heisenberg
Werner Heisenberg (alemany: Werner Karl Heisenberg)  (Würzburg, 5 de desembre de 1901 - Múnic, 1 de febrer de 1976) fou un físic alemany guardonat l'any 1932 amb el Premi Nobel de Física pels seus treballs sobre mecànica quàntica.
Va publicar el seu treball el 1925 a l'article revolucionari Über quantentheoretische Umdeutung kinematischer und mechanischer Beziehungen. A la sèrie posterior d'articles amb Max Born i Pascual Jordan, durant el mateix any, es va elaborar substancialment la seva formulació matricial de la mecànica quàntica. És conegut per formular el principi d'incertesa, que va publicar el 1927. Aquest principi afirma que és impossible mesurar simultàniament de manera precisa la posició i el moment lineal d'una partícula.

## Biografia
Nascut el 5 de desembre de 1901 a la ciutat alemanya de Würzburg, des de ben petit se sentí atret per les matemàtiques, i en menor grau per la física. L'any 1920, inicià el seu doctorat en matemàtiques, però Ferdinand von Lindemann el va rebutjar com a alumne perquè estava a punt de jubilar-se. El seu mestre recomanà a Heisenberg que fes els seus estudis de doctorat amb el físic Arnold Sommerfeld com a supervisor, el qual l'acceptà de bon grat, compartint estudis amb Wolfgang Pauli.
Durant el seu primer any, prengué cursos de matemàtiques amb la idea de passar-se a treballar en teoria de nombres tot just tingués l'oportunitat, però al cap de poc començà a interessar-se per la física teòrica. Intentà treballar en la teoria de la relativitat d'Albert Einstein, però Pauli li aconsellà que es dediqués a la teoria atòmica en la qual encara existia gran discrepància entre teoria i experiment.
Heisenberg morí l'1 de febrer de 1976 a la ciutat de Múnic.

## Filosofia i visió del món
Heisenberg admirava la Filosofia oriental i va veure paral·lelismes entre aquesta i la mecànica quàntica, descrivint-se com a completament d'acord amb el llibre El Tao de la Física. Heisenberg fins i tot va arribar a afirmar que després de converses amb Rabindranath Tagore sobre filosofia índia «algunes de les idees que semblaven tan boges de sobte van tenir molt més sentit». Sobre les lleis de la natura va remarcar que «el concepte de 'llei de la natura' no pot ser completament objectiu, sent la paraula 'llei' un principi purament humà».
Pel que fa a la filosofia de Ludwig Wittgenstein, a Heisenberg no li agradava el Tractatus Logico-Philosophicus però li «agradaven molt les idees posteriors de Wittgenstein i la seva filosofia sobre el llenguatge».
Heisenberg, un cristià devot, va escriure: «Ens podem consolar que el bon Senyor Déu sabria la posició de les partícules [subatòmiques], per tant deixaria que el principi de causalitat continués tenint validesa», en la seva última carta a Albert Einstein. Einstein va continuar sostenint que la física quàntica ha d'estar incompleta perquè implica que l'univers és indeterminat a un nivell fonamental.
En conferències donades a la dècada del 1950 i publicades posteriorment com a Física i filosofia, Heisenberg va sostenir que els avenços científics estaven conduint a conflictes culturals. Va afirmar que la física moderna «forma part d'un procés històric general que tendeix a la unificació i l'ampliació del nostre món actual».
Quan Heisenberg va acceptar el Romano Guardini Prize l'any 1974, pronuncià un discurs, que posteriorment publicà amb el títol de Veritat científica i religiosa. Va reflexionar:
| « | En la història de la ciència, des del famós procés de Galileu, s'ha afirmat repetidament que la veritat científica no es pot conciliar amb la interpretació religiosa del món. Tot i que ara estic convençut que la veritat científica és inexpugnable en el seu propi camp, mai he trobat possible descartar el contingut del pensament religiós com a simple part d'una fase obsoleta de la consciència de la humanitat, una part a la qual haurem de renunciar a partir d'ara. Així, al llarg de la meva vida, m'he vist obligada repetidament a reflexionar sobre la relació d'aquestes dues regions del pensament, perquè mai he estat capaç de dubtar de la realitat d'allò que apunten. Heisenberg 1974, 213 | » |

Heisenberg es referia a la natura com el segon llibre de Déu (el primer és la Bíblia) i creia que la física és la reflexió sobre les idees divines de la creació; per tant, la física és servei diví. Això va ser perquè Déu va crear el món d'acord amb les seves idees de creació i els humans poden entendre el món perquè l'home va ser creat com a imatge espiritual de Déu.
A finals dels seus seixanta anys, Heisenberg va escriure la seva autobiografia per al mercat de masses. El 1969 el llibre es va publicar a Alemanya, a principis de 1971 es va publicar en anglès i en els anys posteriors en una sèrie d'altres idiomes. Heisenberg va iniciar el projecte l'any 1966, quan les seves conferències públiques es van dedicar cada cop més als temes de filosofia i religió. Heisenberg havia enviat el manuscrit d'un llibre de text sobre la teoria de camps unificats a Hirzel Verlag i John Wiley & Sons per a la seva publicació. Aquest manuscrit, va escriure a un dels seus editors, va ser el treball preparatori de la seva autobiografia. Va estructurar la seva autobiografia en temes, abastant: 1) L'objectiu de la ciència exacta, 2) La problemàtica del llenguatge en la física atòmica, 3) L'abstracció en matemàtiques i ciència, 4) La divisibilitat de la matèria o antinomia de Kant, 5) La simetria bàsica i la seva fonamentació, i 6) Ciència i religió.
Heisenberg va escriure les seves memòries com una cadena de converses, cobrint el curs de la seva vida. El llibre es va convertir en un èxit popular, però els historiadors de la ciència el van considerar problemàtic. En el prefaci Heisenberg va escriure que havia abreujat els esdeveniments històrics, per fer-los més concisos. En el moment de la publicació, va ser revisat per Paul Forman a la revista Science amb el comentari «Ara, aquí hi ha una memòria en forma de diàleg reconstruït racionalment. I el diàleg, com Galileu bé sabia, és en si mateix un dispositiu literari més insidios: viu, entretingut i especialment adequat per insinuar opinions tot i així evadir-ne la responsabilitat». S'havien publicat poques memòries científiques, però Konrad Lorenz i Adolf Portmann havien escrit llibres populars que transmetien beques a un públic ampli. Heisenberg va treballar en la seva autobiografia i la va publicar amb el Piper Verlag de Munic. Heisenberg va proposar inicialment el títol Gespräche im Umkreis der Atomphysik ('Converses sobre física atòmica'). L'autobiografia es va publicar finalment amb el títol Der Teil und das Ganze (La part i el tot). La traducció a l'anglès de 1971 es va publicar amb el títol Physics and Beyond: Encounters and Conversations.

## Autobiografia i mort

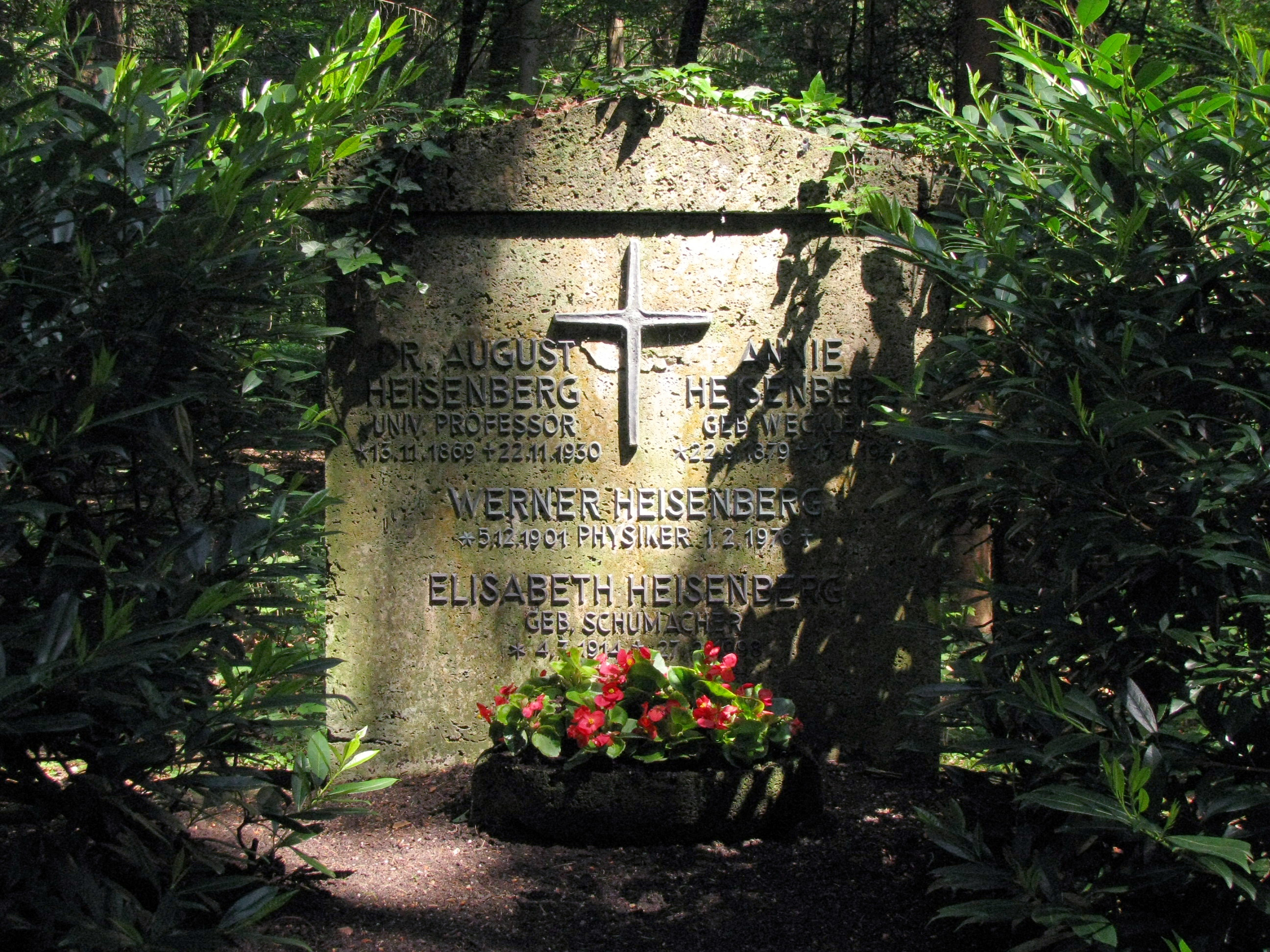
La tomba de la família Heisenberg a Munic Waldfriedhof, incloent August Heisenberg (1869–1930), Annie Heisenberg (1879–1945), Werner Heisenberg (1901–1976) i Elisabeth Heisenberg (1914–1998)

Heisenberg va morir de càncer de ronyó a casa seva, l'1 de febrer de 1976. L'endemà al vespre, els seus companys i amics van caminar en record des de l'Institut de Física fins a casa seva, van encendre una espelma i la van posar davant de la seva porta. Heisenberg està enterrat a Munic Waldfriedhof.
L'any 1980, la seva vídua, Elisabeth Heisenberg, va publicar Das politische Leben eines Unpolitischen (La vida política d'una persona apolítica), en què va caracteritzar Heisenberg com «en primer lloc, una persona espontània, després una científica brillant, després un artista molt talentós, i només en quart sentit, des d'un homopoliticisme».

## Recerca científica

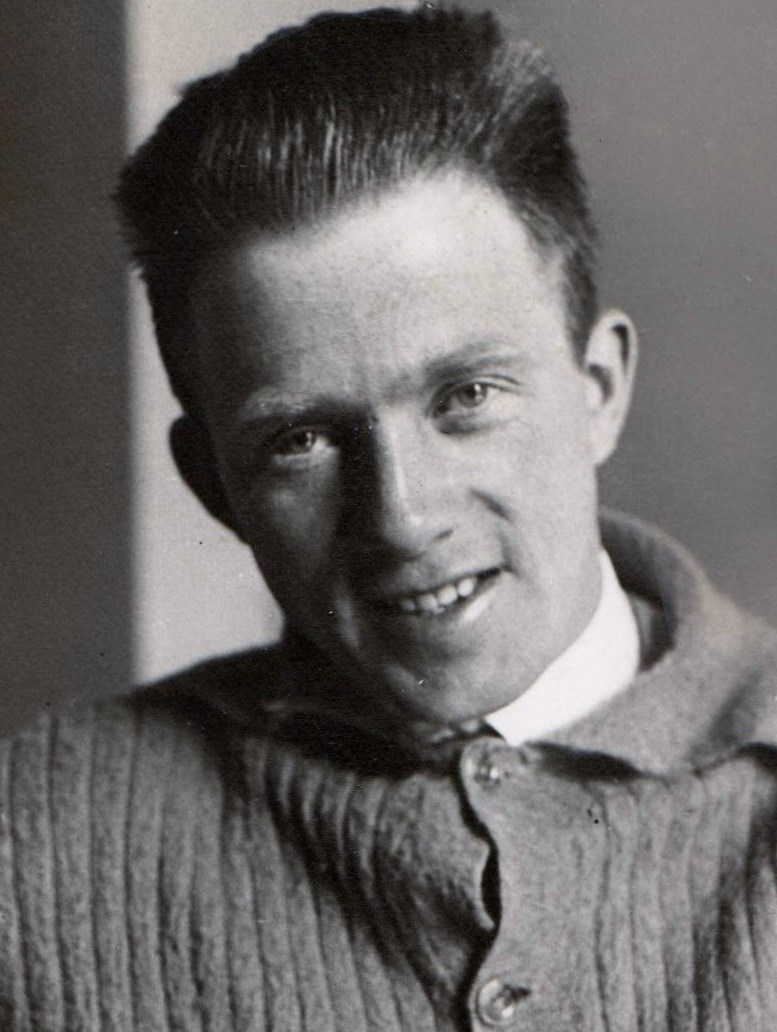
Heisenberg (1926)

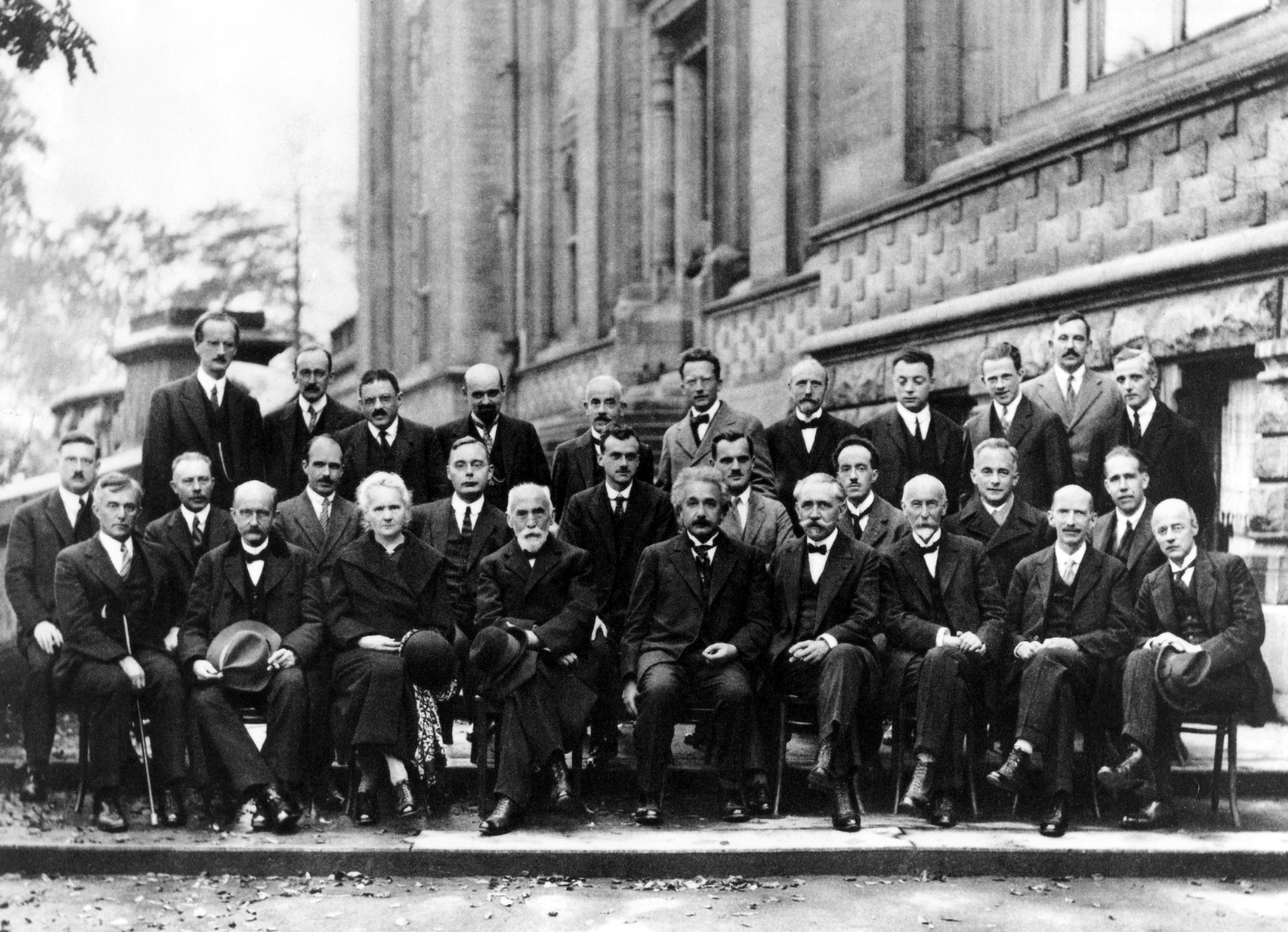
Conferència Solvay de 1927. Podem veure Werner Heisenberg el tercer per la dreta de la fila superior

Immediatament després de l'obtenció del seu doctorat, el 1923 viatjà a Göttingen, on treballà com a assistent de Max Born. El 1924, se n'anà a Copenhaguen on conegué Niels Bohr.
L'any 1925, Heisenberg desenvolupà la seva teoria de la mecànica quàntica. En comptes de concentrar-se en l'evolució dels sistemes físics de principi a fi, va concentrar els seus esforços per a obtenir informació sabent l'estat inicial i final del sistema, sense preocupar-se gaire per conèixer de manera precisa el que ocorre entremig. Concep la idea d'agrupar la informació en forma de quadres de doble entrada. Va ser Max Born qui es va adonar que aquesta forma de treballar ja havia estat estudiada pels matemàtics i no era altra cosa que la teoria de matrius. Un dels resultats més cridaners és que la multiplicació de matrius no és commutativa i, doncs, tota associació de quantitats físiques amb matrius haurà de reflectir aquest fet matemàtic, la qual cosa dugué Heisenberg, amb Edwin Schrödinger i Paul Dirac, a enunciar el principi d'incertesa.
La teoria quàntica conegué un èxit enorme i assolia explicar pràcticament tot el món microscòpic. El 1932, poc abans de complir els 31 anys, fou guardonat amb el Premi Nobel de Física per la creació de la mecànica quàntica, que ha permès el descobriment de formes al·lotròpiques de l'hidrogen.
L'any 1935, arran de la jubilació de Sommerfeld, intentà reemplaçar-lo com a professor a Múnic. Els nazis, però, volien eliminar tota teoria física d'arrels jueves, en la qual són integrades la mecànica quàntica i la relativitat de Max Born i Albert Einstein, respectivament, i impediren el seu nomenament. A desgrat d'això, el 1938, Heisenberg acceptà de dirigir l'intent nazi per obtenir una arma atòmica. Durant molts anys, va subsistir el dubte sobre si aquest projecte va fracassar per imperícia de part dels seus integrants o perquè Heisenberg i els seus col·laboradors es van adonar del que Adolf Hitler podria haver fet amb una bomba atòmica. Només molts anys després, el 1995, es va saber que els càlculs alemanys estaven equivocats i que sempre van tenir la intenció de construir la bomba.

## Reconeixements
En honor seu, s'anomenà l'asteroide (13149) Heisenberg descobert el 4 de març de 1995 per Freimut Börngen.